# Louis Gabriel Suchet

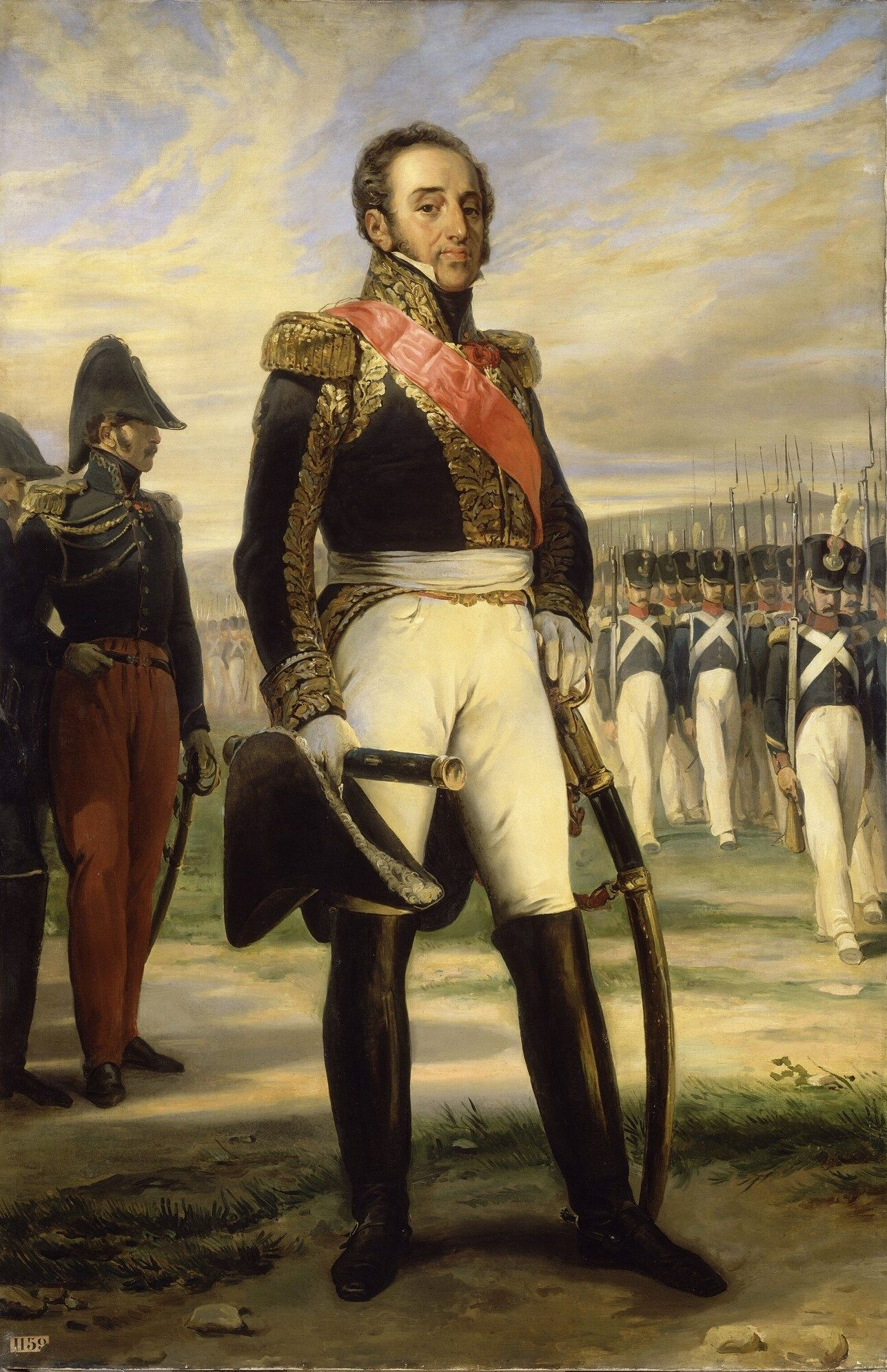
Louis Gabriel Suchet

Louis Gabriel graaf Suchet, als duc de l'Empire 1e hertog van Albufera (Lyon, 2 maart 1770 - Marseille, 3 januari 1826) was een Frans militair en maarschalk van Frankrijk.

## Jonge jaren
Suchet werd geboren als zoon van een zijdefabrikant in Lyon. Aanvankelijk wilde hij zijn vaders vak gaan overnemen, maar al snel werden zijn militaire talenten en ambities duidelijk. In 1792 diende hij als vrijwilliger in de cavalerie van de nationale garde in Lyon, alwaar hij door zijn talenten snel promotie maakte. Als chef de bataillon was hij aanwezig bij het beleg van Toulon in 1793. In dit beleg nam hij generaal Charles O'Hara gevangen.
Tijdens de Italiaanse campagne van 1796 werd Suchet zwaargewond tijdens de Slag bij Cerea op 11 oktober van dat jaar. In oktober van het daaropvolgende jaar werd hij bevelhebber van een demi-brigade. In deze functie werden zijn verdiensten, eerst onder Joubert in Tirol en later onder Brune in Zwitserland, erkend en maakte hij promotie tot brigadegeneraal.

## Generaal
Suchet nam geen deel van de Egyptische campagne van Napoleon in 1798. In plaats daarvan werd hij in augustus van dat jaar chef-staf van generaal Brune, en in die functie disciplineerde hij het Leger van Italië. In het jaar daarop werd hij gepromoveerd tot général de division en kreeg hij de functie van chef-staf in het leger van Joubert. In 1800 werd hij door Masséna benoemd als diens tweede man.
In de militaire campagnes van 1805 en 1806 vergrootte hij zijn reputatie in de slagen bij Austerlitz, Saalfeld, Jena, Pultusk en Ostrolenka. Hij verkreeg de titel van graaf in 1808 en trouwde met een nichtje van Julie Clary, de vrouw van Joseph Bonaparte. Niet lang daarna werd Suchet naar Spanje gestuurd. Na het beleg van Saragossa werd hij benoemd tot bevelhebber van het Leger van Aragón, en gouverneur van die provincie. Door uitmuntende bestuurlijke kwaliteiten bracht hij orde in zijn provincie. Nadat Suchets leger werd verslagen in de Slag bij Alcañiz, sloeg hij terug en versloeg achtereenvolgens Blake bij María (14 juni 1809) en O'Donnell bij Lleida (22 april 1810).
In 1811 kreeg Suchet de titel maarschalk van Frankrijk. In het jaar daarop veroverde hij Valencia, waarvoor hij de titel hertog van Albufera kreeg. Toen hij tij zich tegen Frankrijk keerde verdedigde Suchet zijn land in de defensieve campagne van 1814. Hij leidde het Armée des Alpes dat in Grenoble en Lyon werd gevormd en 14.700 man telde. Bij de restauratie van de Bourbons kreeg Suchet een zetel in het parlement, maar verloor deze weer toen hij Napoleon tijdens diens Honderd Dagen weer steunde. Suchet stierf in de buurt van Marseille in 1826.
Louis Alexandre Berthier · Joachim Murat · Bon Adrien Jeannot de Moncey · Jean-Baptiste Jourdan · André Masséna · Pierre François Charles Augereau · Jean-Baptiste Bernadotte · Guillaume Brune · Nicolas Jean-de-Dieu Soult · Jean Lannes · Édouard Adolphe Casimir Joseph Mortier · Michel Ney · Louis Nicolas Davout · Jean-Baptiste Bessières · François Christophe Kellermann · François Joseph Lefebvre · Dominique-Catherine de Pérignon · Jean-Mathieu-Philibert Sérurier · Claude Victor-Perrin · Étienne Jacques Joseph Macdonald · Nicolas Charles Oudinot · Auguste de Marmont · Louis Gabriel Suchet · Laurent de Gouvion Saint-Cyr · Józef Poniatowski · Emmanuel de Grouchy
- Bibsys: 15046379
- Biblioteca Nacional de España: XX1723680
- Bibliothèque nationale de France: cb12007103f (data)
- Catàleg d'autoritats de noms i títols de Catalunya: 981058518353006706
- Gemeinsame Normdatei: 117678422
- International Standard Name Identifier: 0000 0000 6633 3183
- Library of Congress Control Number: n88635392
- Base Léonore: LH//2556/43
- Nationale bibliotheek van Australië: 35354860
- Nationale Bibliotheek van Polen: a0000002406654
- Nederlandse Thesaurus van Auteursnamen: 074081853
- SNAC: w6gt5ztp
- Système universitaire de documentation: 028184750
- Trove: 923301
- Virtual International Authority File: 73863533
- WorldCat: E39PBJfH3Pj3gFMpjhwD7mwQv3